# Cerianthus andamanensis
Cerianthus andamanensis är en korallart som beskrevs av Alcock 1893. Cerianthus andamanensis ingår i släktet Cerianthus och familjen Cerianthidae. Inga underarter finns listade i Catalogue of Life.